# Dexia abzoe
Dexia abzoe là một loài ruồi trong họ Tachinidae.